# Standing Bear

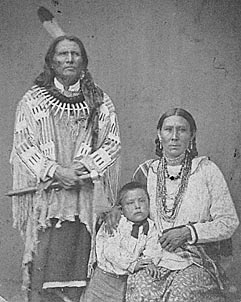
Cap Standing Bear

Standing Bear (c. 1839 – 1908) (ortografia oficial Páⁿka iyé: Maⁿchú-Naⁿzhíⁿ/Macunajin; també: Ma-chú-nu-zhe, Ma-chú-na-zhe o Mantcunanjin pronunciat mãtʃuꜜnãʒĩꜜ) fou un cap amerindi Ponca que va argumentar amb èxit al Tribunal de Districte dels Estats Units en 1879 a Omaha que els amerindis "persones en el sentit de la llei" i tenien el dret d'habeas corpus. La seva esposa Susette Primeau era també signatari de l'escrit de 1879 que va iniciar el famós cas judicial.

## Antecedents
Pel 1789, quan Jean Baptiste Munier va adquirir drets comercials dels ponca, tenien els pobles al llarg del riu Niobrara prop de la seva desembocadura, i va oscil·lar cap a l'est fins a l'actual Ponca (Nebraska), a la desembocadura d'Aowa Creek. Una epidèmia de verola havia reduït el seu nombre de 800 a 100 en el moment de l'expedició de Lewis i Clark en 1807.
Quan Standing Bear va néixer pel 1829 els Ponca cultivaven blat de moro, hortalisses i arbres fruiters durant l'estiu. Es van estendre cap a l'oest i durant l'hivern caçaven bisó. Les caceres els posaren en contacte freqüent amb els seus enemics tradicionals, els brulé i oglala lakota. A vegades, els ponca s'aliaren amb els seus enemics per assaltar poblats pawnees i omaha, però també van patir els seus atacs.
Durant la infantesa de Standing Bear, els atacs brulé forçaren als ponca a confiar més en l'agricultura i menys en la caça del bisó a l'hivern. En la seva adolescència, la tribu es va dividir en dos viles: Húbthaⁿ (Olor de Peix, huːꜜblᶞã), vora la desembocadura de Ponca Creek; i Wáiⁿ-Xúde (Llençol Gris, waꜜĩ xuꜜde), al marge nord-oest del Niobrara. Standing Bear va aprendre dels homes a caçar i pescar, i es preparà per prendre el seu lloc a la tribu.
En 1859, quan Standing Bear era jove, la Llei de Kansas-Nebraska de 1854 havia encoratjat una onada de colons euroamericans, i el govern nord-americà va pressionar les tribus de Nebraska a vendre les seves terres. Alhora estaven patint atacs des del nord de brulé i oglala. A causa que les reivindicacions de terres tribals superposades, el tractat amb els omaha de 1854 incloïa una cessió duna franja de terra de 70 milles d'ample entre Aowa Creek i el Niobrara, que també va ser reivindicada pel ponca.
En 1862 els colons blancs es movien ràpidament construint la ciutat de Niobrara, on hi havia els camps de blat de moro d'estiu ponca. Les incursions brulé incursions tallaren l'accés als terrenys de caça d'hivern al nord i va obligar a Ponca abandonar Húbthaⁿ. En 1858, sota aquesta pressió, el ponca cedir gran part de les seves terres als Estats Units. Es van reservar la terra entre Ponca Creek i el Niobrara, aproximadament entre l'actual Butte i Lynch (Nebraska).
La terra a la qual traslladaren als ponca va resultar inadequada; les condicions agrícoles pobres van dur a la fam persistent. Encara estaven subjectes a les incursions de tribus hostils. Els ponca passaren anys tractant de caçar i criar cultius i cavalls prop del seu antic poble de Húbthaⁿ i a la ciutat de Niobrara. El govern no va proporcionar els molins, el personal, les escoles i la protecció que havia promès pel tractat de 1858. No va mantenir-se al dia amb la creixent inscripció tribal ponca en la distribució de les rendes i béns. Els familiars buscaven els pagaments d'anualitats, la gent va perdre recursos per les malalties, i la fam i les incursions de les tribus hostils eren freqüents.
En 1865 un nou tractat va permetre als ponca tornar als seus llocs d'agricultura i d'enterrament tradicionals, a la zona més fèrtil i segura entre el Niobrara i Ponca Creek a l'est de les terres de 1858 i fins al riu Missouri. Amb el Tractat de Fort Laramie (1868), però, el govern va donar il·legalment la nova reserva Ponca als santee dakota com a part de la seva negociació per posar fi a Guerra de Red Cloud. El govern aviat va començar a tractar de traslladar els ponca a Territori Indi.

## Matrimoni i família
Per aquells anyhs Standing Bear es va casar amb Zazette (Susette) Primeau (Primoux) i esdevingué un líder de la tribu. Ell i la seva esposa van tenir nombrosos fills.

## Standing Bear v. Crook
En 1875 el cap suprem dels ponca White Eagle, Standing Bear, i altres líders ponca es trobaren amb l'agent indi dels Estats Units A. J. Carrier i signaren un document que permetia el trasllat a Territori Indi (actual Oklahoma). White Eagle i altres líders ponca van afirmar posteriorment que a causa d'un error de traducció, ells havia entès que serien traslladats a la reserva índia Omaha, no a Territori Indi.
Al febrer 1877 vuit caps ponca, inclòs Standing Bear, acompanyaren l'Inspector Edward C. Kemble a la reserva índia Osage per seleccionar un lloc. A causa de la falta de preparació per part de l'agent no van identificar un lloc. Enutjat sobre el que ell anomenava "insubordinació" dels caps ponca, Kemble els va fer caminar de tornada al nord. Va procedir a preparar per traslladar la tribu. L'abril Kemble es va dirigir al sud de la reserva Quapaw vora l'actual Peoria (Oklahoma), amb aquells ponca que volguessin marxar. Pel maig l'Exèrcit dels Estats Units forçà el trasllat de la resta de la tribu, inclosos Standing Bear ai la seva família.
Els ponca arribaren a Oklahoma massa tard per plantar cultius d'aquest any, i el govern no va poder proporcionar-los la maquinària agrícola que havia promès com a part del tracte. El 1878 es van traslladar 150 milles a l'oest de la Salt Fork del riu Arkansas, al sud de l'actual Ponca City. A la primavera, gairebé un terç de la tribu havia mort a causa d'inanició, malària i causes relacionades. El fill gran de Standing Bear, Bear Shield, estava entre els morts. Standing Bear havia promès enterrar-lo a la seva pàtria a la vall del riu Niobrara, pel que el va deixar viatjar al nord, amb 65 seguidors.
Quan van arribar a la reserva índia Omaha a Nebraska, van ser rebuts com a parents. La notícia de la seva arribada a Nebraska aviat va arribar al govern. Sota les ordres del Secretari de Governació, Carl Schurz, qui també va dirigir el Bureau of Indian Affairs, el general de brigada George Crook havia arrestat els ponca per haver deixat la reserva a Territori Indi. L'Exèrcit va prendre Standing Bear i els altres a Fort Omaha, on van ser detinguts. Encara que les ordres oficials eren de tornar immediatament a Territori Indi, Crook simpatitzava amb els ponca i era consternat en assabentar-se de les condicions en què els havien deixat. Va retardar el seu retorn perquè els ponca poguessin descansar, recuperar la seva salut, i recórrer a la justícia.
Ell i uns quants més es negaren i iniciaren una batalla legal per tal de mantenir-se a la seva terra. El 1878 fou arrestat i jutjat, i guanyà el judici amb l'ajut del general Crook i de l'omaha Susette La Flesche. El 1906 aconseguí el reconeixement oficial de la reserva a Nebraska.
Crook contà la història dels ponca a Thomas Tibbles, l'editor de l'Omaha Daily Herald, qui en va fer una gran publicitat. L'advocat John L. Webster oferí els seus serveis pro bono i se li va unir Andrew J. Poppleton, advocat en cap de la Union Pacific Railroad.
Ells ajudaren Standing Bear, qui l'abril de 1879 va presentar un recurs d'habeas corpus al Tribunal de Districte dels Estats Units d'Omaha, Nebraska. Com a intèrpret de Standing Bear hi era Susette La Flesche, una omaha mestissa educada i bilingüe. El cas fou anomenat United States ex rel. Standing Bear v. Crook. El general Crook fou anomenat com a defensor formal a causa que estava sostenint els ponca sota aparença de legalitat.
A mesura que el judici arribava a la seva fi, el jutge Dundy va anunciar que a Standing Bear se li permetria fer un discurs en el seu propi nom. Aixecant la seva mà dreta, Standing Bear va procedir a parlar. Entre altres coses v dir: "Aquesta mà no és el color de la seva, però si em punxa, la sang fluirà, i sentiré dolor", va dir Standing Bear. "La sang és del mateix color que la seva. Déu em va fer, i jo sóc un home."
El 12 de maig de 1879, el jutge Elmer S. Dundy va sentenciar que "un indi és una persona" en el significat de l'habeas corpus. Va establir que el govern federal havia fracassat en mostrar una base legal
per l'arrest i la captivitat dels ponca.
Va ser un cas històric, reconeixent que un indi és una "persona" en virtut de la llei i titular dels seus drets i protecció. "El dret d'expatriació és un dret natural, inherent i inalienable i s'estén fins als indis, així com a la raça blanca més afortunada", va concloure el jutge.
Anys més tard, cec i amb la salut deteriorada, l'advocat Poppleton reflectí en la seva declaració judicial final per Standing Bear: "No puc recordar en dues hores la feina de la meva vida amb la qual em sento més satisfet."
L'Exèrcit immediatament alliberà Standing Bear i els seus seguidors. El cas va cridar l'atenció de l'administració Hayes, que va proporcionar l'autorització a Standing Bear i alguns de la tribu per tornar permanentment a la vall del riu Niobrara a Nebraska.

## Darrers anys
Després de tornar de l'Est, Standing Bear residí en la seva antiga casa al Niobrara. Va dedicar-se a l'agricultura amb prop d'uns altres 170 ponca que se'ls havia permès instal·lar-s'hi. Va morir el 1908 i va ser enterrat en un turó que domina el lloc del seu naixement. Avui el govern federal reconeix dues tribus del poble: la tribu Ponca de Nebraska i tribu Ponca d'Oklahoma.